# Confide in Me (singolo)
Confide In Me è il primo singolo estratto dell'album Kylie Minogue del 1994 della omonima cantante australiana Kylie Minogue ed il primo singolo di lancio con l'etichetta Deconstruction Records.

## La Canzone
La canzone segna una svolta della carriera della cantante, che passa da un periodo di pop-semplice e danzereccio in favore di atmosfere più mature-adulte, avvalendosi di nomi di noti produttori famosi non solo nel panorama europeo ma anche mondiale. Confide In Me è prodotta dai Brothers In Rhythm, su campionamento della base di The End dei The Doors. Il pezzo riscuote parecchio successo in tutto il mondo, soprattutto nella madrepatria Australia dove arriva al primo posto della classifica singoli e in Inghilterra dove debutta al secondo posto e restando in Top10 per tre settimane consecutive. In USA la canzone viene molto passata nei club-disco ed entra nella classifica delle più ballate in America.

## Premi Internazionali
| #  | Premio            | Categoria                           |
| -- | ----------------- | ----------------------------------- |
| 1. | Aria Music Awards | Best Selling Australian Single      |
| 2. | Aria Music Awards | Best Video                          |
| 3. | Aria Music Awards | Best Selling Australian Dance-track |
| 4. | Smash Hits Awards | Best Single                         |
| 5. | Smash Hits Awards | Best Video                          |

## Video
Il video realizzato per la canzone vede la cantante impegnata in una hotline, in cui incita a digitare il famoso numero "1-555 Confide", diventato poi slogan per la promozione del singolo (utilizzato in seguito dalla cantante Madonna per sponsorizzare il suo album Confessions On A Dancefloor cambiandolo in 1-555 Confess). Il video si compone di tante immagini intercalate da scritte in tutte le lingue del mondo, che svaniscono una nell'altra. Il video ha un tema del tutto originale, non vuole essere volgare ma intende denunciare il nuovo modo di confidarsi attraverso i mezzi mediatici e telefonici.

## Formati
International CD single
1. "Confide in Me" (Master mix) – 5:51
2. "Confide in Me" (The Truth mix) – 6:46
3. "Confide in Me" (Big Brothers mix) – 10:27

Cassette single
1. "Confide in Me" (Radio edit) – 4:27
2. "Confide in Me" (The Truth mix) – 6:46

Australian CD single
1. "Confide in Me" (Master mix) – 5:51
2. "Nothing Can Stop Us" (7" version) – 4:06
3. "If You Don't Love Me" – 2:08

Australian Limited Edition CD single
1. "Confide in Me" (Master mix) – 5:51
2. "Confide in Me" (Big Brothers mix) – 10:27
3. "Confide in Me" (The Truth mix) – 6:46
4. "Where Has The Love Gone?" (Fire Island mix/album version) – 7:46
5. "Where Has The Love Gone?" (Roach Motel mix) – 8:05

Official remixes
1. "Confide in Me" (French version) – 5:51
2. "Confide in Me" (In The Confessional dub) – 6:38
3. "Confide in Me" (Damien's Confession mix) – 7:21
4. "Confide in Me" (Bass Change mix/Phillip Damien mix) – 6:25
5. "Confide in Me" (Bass Change dub/Convibe in Me dub) – 8:04
6. "Confide in Me" (Justin Warfield mix) – 5:26

## Classifiche
| Chart (1994)                         | Peak Position |
| ------------------------------------ | ------------- |
| Australia ARIA Singles Chart         | 1             |
| Finlandia Singles Chart              | 1             |
| Grecia Singles Chart                 | 1             |
| Sud Africa Singles Chart             | 1             |
| Israele Singles Chart                | 1             |
| Libano Singles Chart                 | 1             |
| Turchia Singles Chart                | 1             |
| UK Singles Chart                     | 2             |
| Giappone Singles Chart               | 5             |
| Europa Hot 100                       | 9             |
| Svezia Singles Chart                 | 10            |
| Francia Singles Chart                | 10            |
| Irlanda Singles Chart                | 12            |
| Svizzera Singles Chart               | 20            |
| Olanda Singles Chart                 | 38            |
| Germania Single Chart.               | 50            |
| U.S. Billboard Dance/Club Play Chart | 39            |